# Miguel Menéndez García
Miguel Menéndez García (ur. 29 czerwca 1885 w San Julián de Quintana, zm. 31 sierpnia 1936 w Samie) – hiszpański duchowny katolicki, dominikanin, męczennik, ofiara wojny domowej w Hiszpanii w latach 1936-39, błogosławiony Kościoła katolickiego.

## Życiorys
Urodził się w 1885 roku w Gozón de Ucieza. Wstąpił do zakonu dominikanów i przyjął w nim święcenia kapłańskie. W czasie wojny domowej w Hiszpanii 31 sierpnia 1936 został zamordowany przez republikanów razem z innymi dominikanami w miejscowości Sama, w hiszpańskiej Asturii. 26 czerwca 2006 roku papież Benedykt XVI podpisał dekret o męczeństwie jego i towarzyszy. 28 października 2007 tenże papież beatyfikował jego i 497 innych męczenników z okresu wojny domowej w Hiszpanii.  